# Bandidas
Bandidas is een film uit 2006 onder regie van Joachim Rønning en Espen Sandberg.

## Verhaal
María Álvarez is een boerenmeisje van arme afkomst wier vader door de Amerikaanse baron Tyler Jackson wordt gedwongen te vertrekken van zijn land. Sara Sandoval is de dochter van de eigenaar van verscheidene eigendommen in het land die zojuist terug is gekeerd van een school in Europa. Wanneer hun vaders per toeval tegelijkertijd worden aangevallen door Jackson, overlijdt Sara's vader en raakt Maria's vader ernstig gewond. Hierdoor is Jackson de eigenaar van het hele land. Uit wraak besluiten Maria en Sara samen te werken als bankovervallers. Na hulp van de befaamde bankovervaller Bill Buck groeien ze uit tot een beruchte bende, genaamd de Bandidas. Wanneer Jackson Quentin Cooke inhuurt om de dames op te sporen, ontvoeren zij Cooke om hem te overtuigen hen juist te helpen. Nu ze met z'n drieën samenwerken, beginnen ze ook grotere overvallen te plegen. De bende komt in gevaar wanneer de meiden onderling beginnen te strijden om Cooke.

## Rolverdeling
- Penélope Cruz: María Álvarez
- Salma Hayek: Sara Sandoval
- Steve Zahn: Quentin Cooke
- Dwight Yoakam: Tyler Jackson
- Sam Shepard: Bill Buck
- Denis Arndt: Ashe
- Jose Maria Negri: Pater Pedro
- Audra Blaser: Clarissa Ashe
- Ismael 'East' Carlo: Don Diego Sandoval